# Colonie del canale del Punjab
Le Colonie del canale del Punjab (in inglese: Punjab Canal Colonies) erano una divisione dell'India britannica. Esse corrispondevano alla parte occidentale del Punjab che venne resa coltivabile tramite la costruzione di canali d'irrigazione e una colonizzazione agricola da parte del governo del British Raj. Tra il 1885 ed il 1940, vennero create nove colonie nei tratti interfluviali ad est dei fiumi Beas e Sutlej e ad ovest dello Jhelum. Il Punjab conobbe una vera e propria rivoluzione agricola con un aumento esponenziale della produzione di grano, cotone e zucchero. In totale, più di un milione di abitanti del Punjab si insediò nelle nuove colonie, spostando la pressione demografica che opprimeva il Punjab centrale.

## Antefatto
Nel 1849, la Compagnia britannica delle Indie orientali sconfisse l'impero sikh ed annetté il Punjab. Il nuovo regime, al posto di rimpiazzare le élite già presenti, le utilizzò come intermediari tra il governo e la popolazione. I governi provinciali erano infatti retti con mano ferrea e pertanto se questi avessero sostenuto lealmente il governo inglese, vi sarebbero stati meno problemi con la popolazione. Negli anni successivi gli ufficiali inglesi iniziarono ad avere un ruolo più rilevante nell'area. Per finanziare la nuova amministrazione della provincia, il governo locale necessitava di riscuotere delle tasse. Il primo metodo fu quello di incoraggiare il commercio legato all'agricoltura.
Nel XIX secolo, gran parte della popolazione era insediata nelle regioni centrali ed orientali del Punjab. La parte occidentale del Punjab aveva piogge occasionali ed il terreno non appariva adatto all'agricoltura su vasta scala; vi erano pertanto vasti appezzamenti di terra incolta. Gran parte di questa terra apparteneva alla Corona britannica ed era perlopiù inutilizzata. Negli anni '80 dell'Ottocento l'amministrazione del Punjab da parte di Charles Umpherston Aitchison iniziò a lanciare l'idea di un progetto basato su un vaso schema di irrigazione in queste aree poco abitate. I due motivi del progetto erano:
Il governo sperava di "creare villaggi superiori in comfort e civilizzazione ad ogni qualsiasi centro nel Punjab", con l'aumento della produttività locale. Questo incremento della produttività avrebbe anche aumentato gli introiti per lo stato. Per finanziare questo progetto ambizioso, il capitale venne predisposto con la vendita di alcuni titoli di stato inglesi, offrendo agli investitori la possibilità di beneficiare degli interessi dell'operazione del governo provinciale.

## Colonie

### Colonia di Sidhnai
La colonia di Sidhnai era collocata nel distretto di Multan. I primi insediamenti in loco avvennero nel 1886–1888, quando su un'area di 715 km2 si insediarono 2705 coloni. La quota fissa media era stata fissata a 200.000 mq di acquisto, dove venne coltivato prevalentemente il Rabi crop, un particolare tipo di grano invernale.
Anche se gran parte della terra venne riservata ai multani locali, la preminenza di acquisto venne concessa a quanti abitavano nel Punjab centrale, in particolare a quanti provenivano dai distretti di Lahore, Amritsar, Gurdaspur, Hoshiarpur, Jullunder e Ferozepur. I primi coloni furono dei sikh jatts dell'Amritsar.

### Colonia di Sohag Para
La colonia di Sohag Para Colony venne fondata quasi contemporaneamente alla colonia di Sidhnai, ma ad ogni modo era più piccola di estensione. Situata nel distretto di Montgomery, la colonia era irrigata da un canale d'inondazione naturale. Come risultato essa richiedeva proprietari terrieri disposti ad acquistare appezzamenti più grandi per poter sostenere lo sviluppo delle infrastrutture d'irrigazione. Nel decennio successivo, una serie di studi rilevò che il 35% della terra era coltivata direttamente, mentre il 65% era sub-affittata.
Il 38% dell'area venne concessa a sikh jatt. Un lotto di 31,5 km2 di terra venne concesso a Sir Khem Singh Bedi, un khatri sikh di Rawalpindi, il che lo rese il più importante proprietario terriero dell'area. La maggior parte delle concessioni venne fatta a individui provenienti dai distretti di Lahore, Amritsar e Montgomery.

### Colonia di Chunian
Situata nella parte meridionale del distretto di Lahore, la colonizzazione a Chunian iniziò nel 1896. Questa si sviluppò a fasi specifiche: nella prima fase, il governo decise la vendita all'asta della terra anziché la vendita diretta. Questo attrasse offerte da parte di ricchi proprietari terrieri e membri della borghesia urbana del Punjab, generando considerevoli profitti per il governo. Successivamente la terra venne venduta ai proprietari terrieri dei villaggi vicini come compensazione per le perdite da loro subite per le espropriazioni necessarie alla costruzione dei canali d'irrigazione locali. L'ultima fase fu la vendita di terra ai contadini. Questi contadini provenivano in gran parte dal distretto di Lahore, da aree che risentivano della sovrappopolazione. La maggior parte delle vendite andarono a jatts, kambohs e Arains.

### Colonia di Chenab

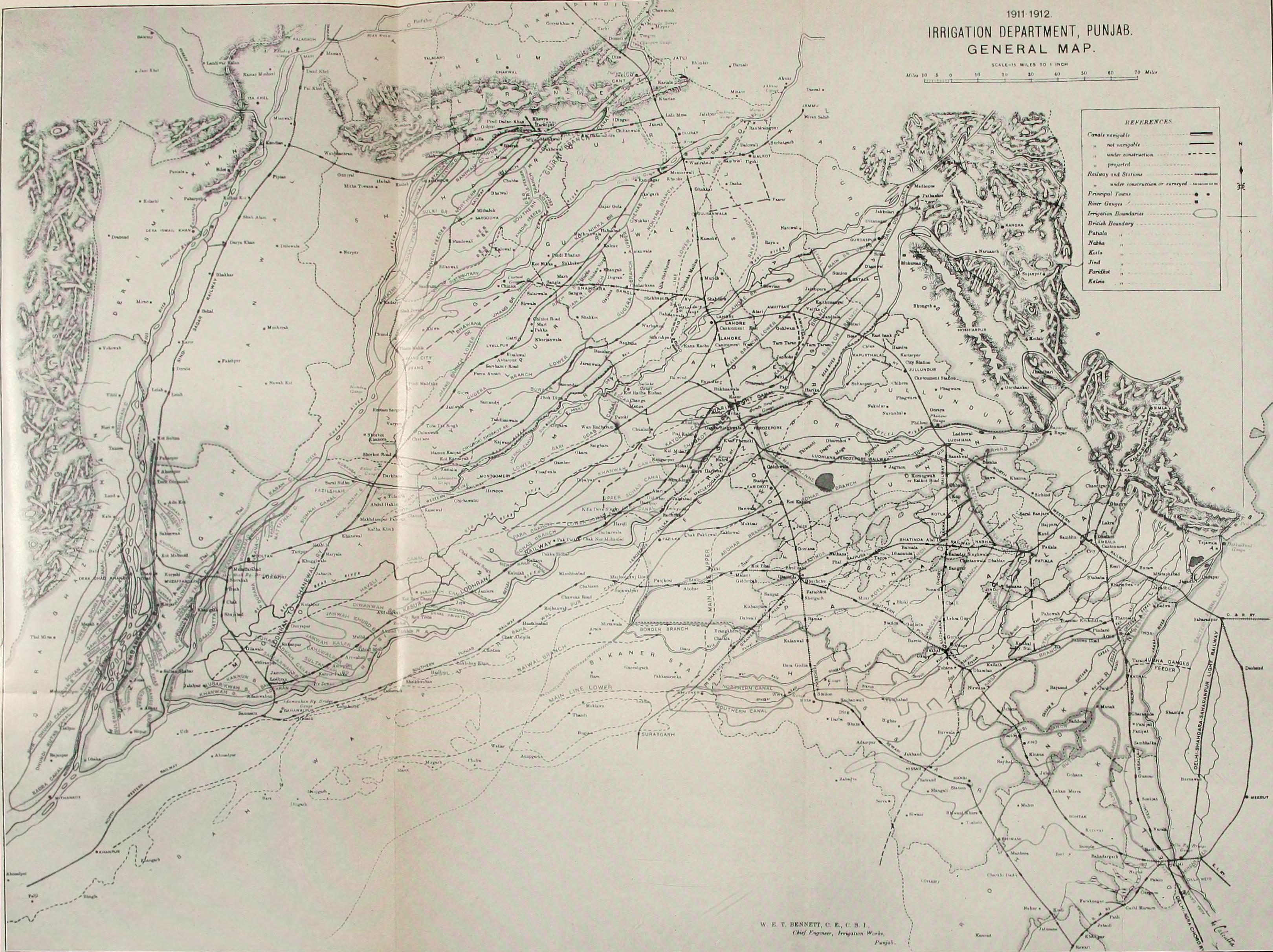
Mappa dell'area irrigata dai canali nel 1915

La colonia di Chenab era la più grande delle colonie del Punjab, a partire dal 1892. Essa copriva interamente l'area dell'attuale distretto di Lyallpur, assieme a parti del Jhang, del Gujranwala e del distretto di Lahore. L'area era adatta alla colonizzazione su vasta scala per la presenza di vaste pianure alluvionali. L'area era perlopiù incolta ad eccezione di alcuni tratti fluviali e per questo vi era solo la presenza di popolazioni seminomadi dedite alla pastorizia chiamate janglis, i cui diritti di coltivare la terra ad ogni modo non vennero riconosciuti dal governo. Questi gruppi ad ogni modo erano considerati parte dei gruppi indigeni e assieme agli altri ottennero la possibilità di acquistare sino al 35% della terra della nuova colonia.
Le concessioni nella colonia di Chenab erano di tre tipi: ai contadini, agli yeoman e ai capitalisti. I contadini dovevano rimanere alle dipendenze del governo e non potevano acquisire diritti di proprietà sulla terra. Queste concessioni vennero predisposte espressamente per evitare l'alienazione della terra ai contadini. Le concessioni agli yeoman ed ai capitalisti vennero elaborate dopo un periodo di cinque anni. Dopo aver acquisito i diritti terrieri, gli yeoman ed i capitalisti dovevano pagare delle tasse al governo a seconda della grandezza del loro tenimento. A contadini e yeoman era richiesto di risiedere direttamente nelle loro terre. Il 78.3% del totale della terra era concessa ai contadini. Gli yeomen ottenevano solo concessioni per terreni medi e piccoli. I capitalisti erano invece persone prevalentemente legate al governo o persone che venivano ricompensate dal governo per qualche motivo di natura politica, amministrativa o militare. Vi erano poi anche dei grandi investitori privati.
Coloro che potevano accedere alle concessioni vennero prescelti da sette distretti: Ambala, Ludhiana, Jullundur, Hoshiarpur, Amritsar, Gurdaspur e Sialkot. Tra il 1891 ed il 1921, la densità della popolazione in tutti e sette i distretti entrò in declino, evitando il potenziale dell'instabilità rurale. Questi coloni immigrati ottennero il 60% della terra della colonia.135.000 acri di terreno vennero garantiti a individui provenienti da Gujrat, Jhelum, Shahpur, Rawalpindi, Multan, Lahore, Ferozepur e Bannu.

### Colonia di Jhelum
La colonia di Jhelum venne inaugurata tra il 1902 ed il 1906. Essa era situata nel distretto di Shahpur, ed aveva il proprio quartier generale nel villaggio di Sargodha. Inizialmente la colonia venne costituita con intenti simili alle altre colonie dell'area, ovvero per l'agricoltura e per evitare il sovrappopolamento altrove. Ad ogni modo il rapporto steso dalla Horse and Mule breeding Commission del 1900-01 riportò come nell'area fosse particolarmente diffuso l'allevamento di cavalli e muli in uso all'esercito. Gli ufficiali britannici del Punjab inizialmente si opposero a questo schema, comprendendo il rischio di allontanarsi dal motivo primario per cui le colonie erano state costituite, cioè l'agricoltura, ma successivamente si resero conto che anche questo settore poteva rappresentare una risorsa importante e comportare minori spese per lo stato.
Per l'allevamento, i terreni concessi vennero incrementati e questo rese necessaria una maggior manodopera. La maggioranza dei concessionari delle terre provenivano dai distretti di Gujrat, Sialkot e Gujranwala. Malgrado questa attenzione all'allevamento, gli yeomen locali si dimostrarono inadatti a condurre degli allevamenti, spesso assentandosi o disinteressandosi ai loro affari.

### Colonia del basso Bari Doab
Situata nel territorio degli attuali distretti di Montgomery e Multan, la colonia si estendeva tra il fiume Ravi e il fiume Beas. La colonizzazione dell'area ebbe inizio nel 1914 e perdurò per un decennio, fiaccata dalla prima guerra mondiale. Le due più importanti considerazioni che si possono fare per la colonia sono l'allevamento che anche qui venne diffuso notevolmente e la cessione della terra prevalentemente a personale militare. Della terra venne inoltre riservata a gruppi indigeni, contadini provenienti da aree sovrappopolate e proprietari terrieri che dovevano ricevere terra in compensazione.
Gli allevatori costituivano il gruppo principale di lavoranti della terra nella colonia, e pertanto per evitare i problemi analoghi manifestatisi nella colonia di Jhelum, venne introdotto un nuovo schema di ripartizione della terra. Gli affitti terrieri rimanevano stabili per dieci anni, permettendo così al governo di liberarsi con maggiore facilità di quanti non erano in grado di condurre adeguatamente le loro aziende. Tale politica ad ogni modo venne criticata da Geoffrey Fitzhervey de Montmorency, vice commissario di Lyallpur, il quale riteneva che questo avrebbe contribuito alla formazione di fazioni tra loro contrapposte ed avrebbe aumentato i conflitti interni.
Lo scoppio della guerra portò il governo ad aumentare la terra concessa ai veterani di guerra sino a 728.000 m2 il che fece sì che molti militari, indipendentemente dalla casta, avessero terreno disponibile in loco.

### Colonie dell'Alto Chenab e dell'Alto Jhelum

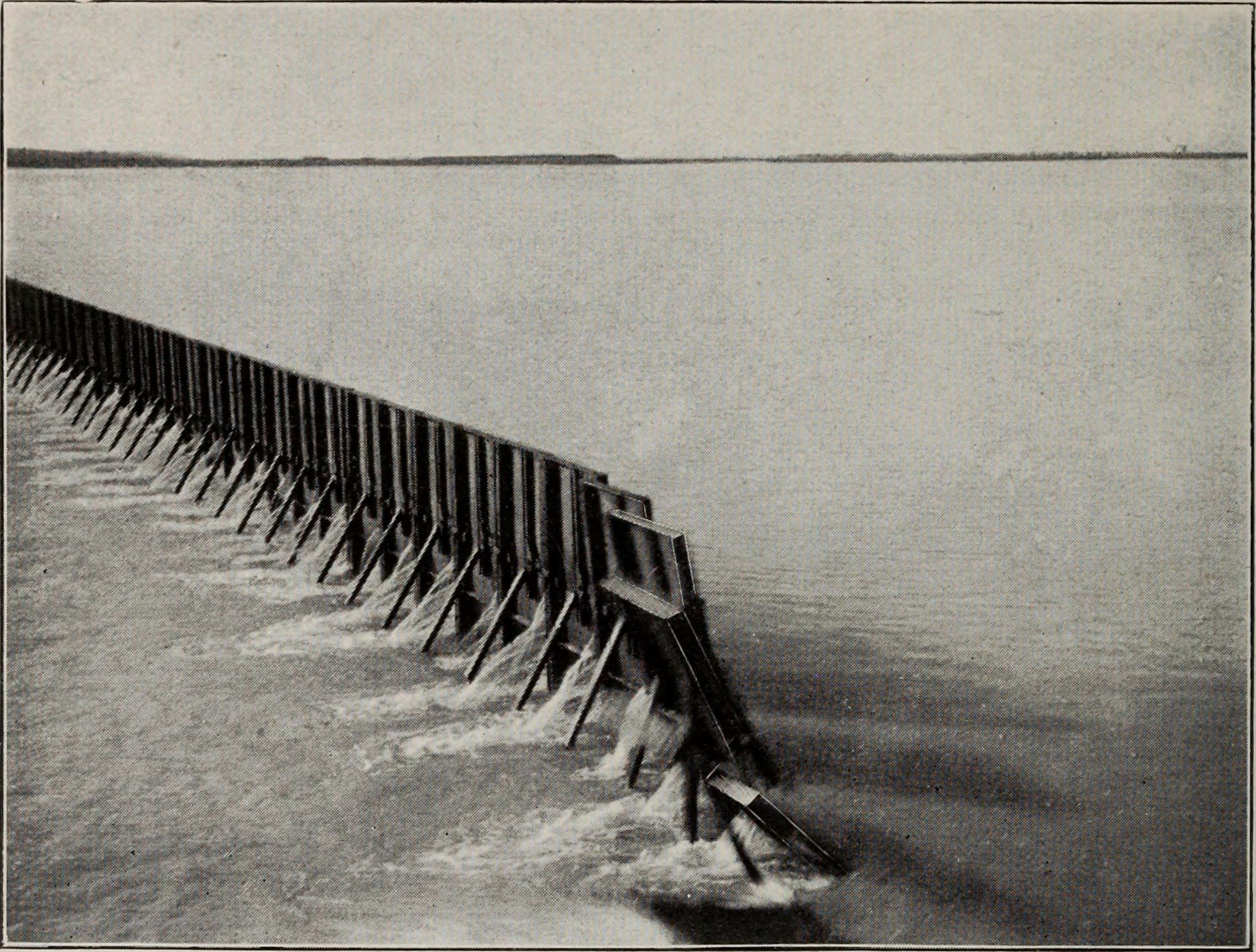
Frangiacque alla fonte dell'Upper Chenab Canal

Queste due colonie vennero colonizzate nel medesimo periodo della colonia del basso Bari Doab. Pur su scala più piccola, le due colonie avevano terreno per circa mezzo chilometro quadrato. Con a nord le più grandi colonie di Chenab e Jhelum, il proposito di creazione di queste aree furono due canali, l'Upper Chenab Canal e l'Upper Jhelum Canal, con l'intento di creare vie d'acqua navigabili lungo i fiumi Chenab, Jhelum e Ravi, oltre che a creare un canale stabile d'irrigazione per la colonia del basso Bari Doab. Anche in questa colonia divenne particolarmente diffuso l'allevamento.

### Colonia di Nili Bar
Questa colonia fu l'ultima ad essere costituita sotto il dominio inglese. La colonizzazione dell'area iniziò nel 1926, ma non venne mai completata del tutto. Essa differiva dalle precedenti colonie su vasta scala di Jhelum e del basso Bari Doab in quanto qui non si era voluto diffondere l'allevamento, pur concedendo più di 300.000 m2 ai militari. Dal 1929, più di 280.000 m2 di terrena venne concessa a persone provenienti dai distretti di Sialkot, Gujranwala, Sheikhupura e Gujrat dove si verificavano di frequente disastrose alluvioni che rendevano impossibili raccolti stagionali.
Il 45% della terra agricola dell'area venne messo all'asta, con la speranza di generare ulteriori fondi per il governo, in particolare dopo la prima guerra mondiale. Il sistema delle aste ad ogni modo si dimostrò fallimentare in quanto la crisi economica internazionale del 1929 fece collassare il mercato della terra agricola nell'intero Punjab. I prezzi della terra divennero così bassi che il governo fu in grado di tenere tre sole aste, vendendo solo 15 km2 di terreno in dieci anni.
Incapace di vendere il terreno coltivabile, il governo optò per degli affitti temporanei. 1291 km2 di terreno vennero affittati dal 1938 a privati; ad ogni modo i brevi termini di contratto non incoraggiarono gli affittuari a migliorare lo status dei campi da coltivare e spesso anzi invogliarono al subaffitto.

## Linea temporale delle colonie
| Colonia         | Periodo di colonizzazione | Doab   | District                                         | Area in km2 |
| --------------- | ------------------------- | ------ | ------------------------------------------------ | ----------- |
| Sidhnai         | 1886-88                   | Bari   | Multan                                           | 1011        |
| Sohag Para      | 1886-88                   | Bari   | Montgomery                                       | 25,49       |
| Chenab          | 1892-1905 1926-30         | Rechna | Gujranwala, Jhang, Lyallpur, Lahore, Sheikhupura | 7384        |
| Chunian         | 1896-98 1904-05           | Bari   | Lahore                                           | 414         |
| Jhelum          | 1902-06                   | Jech   | Shahpur, Jhang                                   | 2185        |
| Basso Bari Doab | 1914-24                   | Bari   | Montgomery, Multan                               | 4823        |
| Alto Chenab     | 1915-19                   | Rechna | Gujranwala, Sialkot, Sheikhupura                 | 318         |
| Alto Jhelum     | 1916-21                   | Jech   | Gujrat                                           | 171         |
| Nili Bar        | 1916-40                   | Bari   | Montgomery, Multan                               | 6677        |

## Le agitazioni
Per migliorare la posizione economica degli agricoltori del Punjab, il governo provinciale approvò una serie di misure "paternalistiche" da parte degli organi goverantivi. Il Punjab Land Alienation Act, 1900 rimosse il diritto concesso precedentemente agli zamindar di vendere o ammortizzare la loro terra senza l'approvazione degli ufficiali di distretto. Questi ufficiali solitamente infatti approvavano le richieste di quegli zamindar che appartenevano ad una tribù designata come "tribù agricola" dal governo. Le restrizioni vennero pensate per bloccare il flusso di terra al di fuori della comunità agricola locale e prevenire ulteriori indebitamenti. Anche se la legge portò a delle proteste da parte delle tribù commerciali o da parte di coloro che prestavano soldi ai contadini, negli anni successivi il governo introdusse ulteriori riforme come il Punjab Pre-Emption Act.
Col cambio di secolo, le condizioni della colonia di Chenab in particolare divennero sempre peggiori dal momento che il governo aveva ormai terminato la terra da vendere, provocando delle agitazioni tra i coloni. Successivamente, la terra venne ulteriormente frammentata dai proprietari per meglio distribuire i loro possedimenti ai loro vari eredi. Nel contempo, gli ufficiali governativi si battevano per rafforzare la disciplina e per far fronte alle sempre maggiori richieste dei residenti tra cui la costruzione di case o fattorie ad uso proprio. Nel 1906, il governo provinciale introdusse una nuova legge che estendeva i poteri degli ufficiali civili, i quali si occuparono ora di imporre regole rigide sulla ripartizione della terra nelle famiglie, sulla piantagione degli alberi e sulla costruzione di abitazioni che fossero sanitariamente adeguate. Tutto questo malcontento esplose nell'agitazione del Punjab del 1907.

## Impatto economico
Il Punjab, pur costituendo solo il 9.7% dell'area totale dell'India britannica, aveva nel 1931 più di 40.000 km2 di terre coltivate nelle sole aree delle colonie, ovvero il 46% delle terre irrigate di tutta l'India. Il territorio era due volte più grande di quello della presidenza di Madras, seconda in questa categoria. L'area irrigata dai canali nel Punjab incrementò da 12.140 km2 nel 1885 a oltre 56.000 km2 ala fine del governo britannico nel 1947.
Le colonie del canale furono anche la prima area industrializzata del Punjab. Nella sola città di Lyallpur, ad esempio, vi erano 326 sgranatrici di cotone che lavoravano su altrettanti appezzamenti di terreno coltivato. Convertendo la terra abbandonata in terra agricola, il governo del Punjab fu in grado di incrementare le esportazioni e massimizzare le rendite tramite le tasse. Ovviamente una maggiore produzione comportò la necessità di realizzare delle strade carrozzabili e ferrate per il trasporto dei beni ai mercati locali.
Prima della fondazione delle colonie, molti contadini del Punjab si erano indebitati, ma con la creazione delle stesse la proporzione dei debiti si abbassò notevolmente in quanto i singoli riuscirono ad arricchirsi di più producendo meglio ed in maggiore quantità.
La città di Lyallpur, così chiamata dal fondatore Sir James Broadwood Lyall che fu pioniere della colonia di Chenab, fu tra le aree che beneficiarono maggiormente degli incrementi governativi sull'agricoltura: al tempo della sua annessione ai domini britannici nel 1849, era composta perlopiù da terra incolta, e nel 1891 la regione aveva una popolazione di sole 7 persone per chilometro quadrato. Era caratterizzata da tribù nomadi e da bande criminali. Dal 1901, nel giro di un solo decennio, la popolazione era salita a 187 persone per chilometro quadrato, 301 nel 1921 e 927 nel 1938. Lyallpur, rinominata Faisalabad negli anni 1970, è ancora oggi la terza città più prospera del Pakistan.